# Multifurca
Multifurca là một chi nấm trong họ Stereaceae. Chi này gồm 5 loài phân bố ở Hoa Kỳ, Ấn Độ, Thái Lan và New Caledonia.